# ۱۹۷ (پیش از میلاد)
۱۹۷ (پیش از میلاد) ۱۹۷مین سال قبل از تقویم میلادی است.